# Gornji Brgat
Gornji Brgat – wieś w Chorwacji, w żupanii dubrownicko-neretwiańskiej, w gminie Župa dubrovačka. W 2011 roku liczyła 199 mieszkańców.